# Regering-González III
De regering-González III bestond uit ministers benoemd door de Spaanse premier Felipe Gonzalez in zijn ministerraad tijdens zijn derde ambtstermijn, die viel tijdens de vierde Spaanse legislatuur. Deze legislatuur duurde van 21 november 1989 tot en met 28 juni 1993.

## Samenstelling
| Ministerspost                                     | Minister |
| ------------------------------------------------- | --- |
| Premier                                           | Felipe González |
| Vicepremier                                       | - (1989-1991) Alfonso Guerra González - (1991-1993) Narcís Serra i Serra                                           |
| Woordvoerder van de regering                      | - Rosa Conde Gutiérrez del Álamo                                                                                   |
| Minister van Buitenlandse Zaken                   | - (1989-1992) Francisco Fernández Ordóñez - (1992-1993) Javier Solana                                              |
| Minister van Justitie                             | - (1989-1991) Enrique Múgica Herzog - (1991-1993) Tomás de la Quadra-Salcedo                                       |
| Minister van Defensie                             | - (1989-1991) Narcís Serra i Serra - (1991-1993) Julián García Vargas                                              |
| Minister van Economie en Financiën                | - Carlos Solchaga Catalán                                                                                          |
| Minister van Binnenlandse Zaken                   | - José Luis Corcuera Cuesta                                                                                        |
| Minister van Publieke Werken en Urbanisme         | - (1989-1991) Javier Luis Sáenz de Cosculluela - (1991-1993) Josep Borrell                                         |
| Minister van Transport, Toerisme en Communicatie  | - José Barrionuevo Peña                                                                                            |
| Minister van Onderwijs en Wetenschap              | - (1989-1992) Javier Solana - (1992-1993) Alfredo Pérez Rubalcaba                                                  |
| Minister van Werkgelegenheid en Sociale Zekerheid | - (1989-1990) Manuel Chaves González - (1990-1993) Luis Martínez Noval                                             |
| Minister van Sociale Zaken                        | - Matilde Fernández Sanz                                                                                           |
| Minister van Industrie en Energie                 | - José Claudio Aranzadi Martínez                                                                                   |
| Minister van Landbouw, Visserij en Voeding        | - (1989-1991) Carlos Romero Herrera - (1991-1993) Pedro Solbes                                                     |
| Minister van Relaties met de Cortes Generales     | - Virgilio Zapatero Gómez                                                                                          |
| Minister van Openbaar Bestuur                     | - (1989-1991) Joaquín Almunia - (1991-1993) Juan Manuel Eguiagaray Ucelay                                          |
| Minister van Cultuur                              | - (1989-1991) Jorge Semprún - (1991-1993) Jordi Solé Tura                                                          |
| Minister van Volksgezondheid                      | - (1989-1991) Julián García Vargas - (1991-1992) Julián García Valverde - (1992-1993) José Antonio Griñán Martínez |